# Åfjord
Åfjord – norweskie miasto i gmina leżąca w okręgu Trøndelag.
Åfjord jest 112. norweską gminą pod względem powierzchni. 1 stycznia 2020 roku gmina została połączona z gmina Roan.

## Demografia
Według danych z roku 2020 gminę zamieszkuje 4271 osób, gęstość zaludnienia wynosi 3,41 os./km². Pod względem zaludnienia Åfjord zajmuje 254. miejsce wśród norweskich gmin.
| ludność stan na 4. Kwartał 2020 |         |           |       |
|                                 | kobiety | mężczyźni | razem |
| osób                            | 2084    | 2187      | 4271  |
| %                               | 48,79%  | 51,21%    | 100%  |

| wykształcenie stan na 4. kwartał 2020, osoby powyżej 16 roku życia |        |         |        |        |
|                                                                    | podst. | średnie | wyższe | niezn. |
| osób                                                               | 811    | 1341    | 558    | 15     |
| %                                                                  | 29,76% | 49,21%  | 20,47% | 0,55%  |

## Edukacja
Według danych z 2020:
- liczba szkół podstawowych (norw. grunnskolar): 4
- liczba uczniów szkół podst.: 403

## Władze gminy
Według danych na rok 2021 administratorem gminy (norw. rådmann) jest Per Johansen, natomiast burmistrzem (norw. ordfører, d. borgermester) jest Vibeke Stjern.